# Ernest Tanrez
Ernest Tanrez, dit Ernestan, né à Gand le 15 juillet 1898 et mort à Bruxelles, le 17 février 1954 était un théoricien du socialisme libertaire et une figure importante de l'anarchisme belge.

## Biographie
Le 15 juillet 1898, Ernestan, naît à Gand (Belgique) dans une famille bourgeoise, d'une mère flamande et d'un père wallon.
La Première Guerre mondiale l'oblige à abandonner ses études et il est mobilisé en 1918.
Il se fixe ensuite à Bruxelles, où il ouvre un magasin d'antiquités. En autodidacte, il se forge une solide culture.
Dès 1921, il participe au Bulletin libertaire. À la fois orateur et théoricien, ses très nombreux articles enrichiront la presse anarchiste internationale pendant plus d’un quart de siècle.
Ernestan participe aussi activement au soutien à Sacco et Vanzetti, à la campagne pour l'élargissement du droit d'asile ou encore, en 1933, au comité Hem Day - Léo Campion qui obtiendra la libération des deux réfractaires belges.
En 1937, pour soutenir la révolution espagnole, il crée avec Léo Campion le journal Rébellion.
Réfugié en France en 1940, il est arrêté après une dénonciation et interné durant trois mois au camp du Vernet.
De retour à Bruxelles, il est arrêté l'année suivante par la Gestapo et envoyé au camp de Breendonk, près de Malines, d'où il sortira très affaibli après huit semaines de malnutrition et de travaux forcés.
Après la Seconde Guerre mondiale, il collabore à la revue Pensée et Action, animée par Hem Day, et participe à l'élaboration des Cahiers socialistes.
Il est initié en franc-maçonnerie  dans la loge Action et Solidarité no 2 du Grand Orient de Belgique.
Il meurt à Bruxelles le 17 février 1954.
Il est inhumé au cimetière de Bruxelles à Evere.

## Citation
« C'est parce que l'homme est si dangereux pour l'homme, que le socialisme libertaire ne base pas les rapports humains sur l'autorité des uns et l'obéissance des autres, mais sur l'association d'individus égaux en dignité et en droit. (Valeur de la liberté, 1952) »

## Œuvres
- Le socialisme contre l’autorité, Éditions réalistes, 1932.
- La renaissance du socialisme en collaboration avec Raoul Piron et W. Van Overstraeten, Feuille de documentation de Terre Libre, Nîmes, octobre 1934.
- Tu es un anarchiste, Éditions du Libertaire, 1948.
- Valeur de la liberté, Éditions Les Cahiers socialistes, 1952.
- Manifeste Socialiste Libertaire, Éditeur Un Groupe de camarades, Genève, 1958[2] & d'autres éditions[3].
- Valeur de la liberté. Le Socialisme contre l'autorité. Socialisme et humanisme., préface de Hem Day, Paris, La Ruche ouvrière, 1966[4],[5].
- La Fin de la guerre, Éditions Pensée et Action.
- La contre révolution étatiste, Éditions Pensée et Action.

## Notices
- Ressource relative à la vie publique :   - Maitron
- Ressource relative à plusieurs domaines :   - ODIS
- Notices d'autorité :   - VIAF
  - ISNI
  - BnF (données)
  - IdRef
  - LCCN
  - GND
  - Belgique
  - Catalogne
  - WorldCat
- WorldCat : Hem Day, Ernestan, André Prudhommeau, Ernestan (1898-1954) et le socialisme libertaire, Pensée et action, 1955, notice.
- Dictionnaire international des militants anarchistes : notice biographique.
- L'Éphéméride anarchiste : notice biographique.
- Catalogue général des éditions et collections anarchistes francophones, notice biographique.
- Fonds Jan Pellering : Ernestan.